# Hans Pernegger der Jüngere
Hans Pernegger der Jüngere, auch Hans Bernecker, (* 1603 in Bayern; † 17. Februar 1664 in Salzburg) war ein deutscher Bildhauer.
Pernegger war der Sohn von Andreas Pernegger, Bruder von Michael Pernegger und Vater von Johann Franz Pernegger.
1627 tritt er erstmals in Rechnungen von St. Peter als Geselle von Hans Waldburger auf. Vermutlich hat er seinen kranken Meister auch in Mondsee und beim Hochaltar des Salzburger Doms unterstützt. Er arbeitete in Salzburg, Mondsee, Altötting, für die Stifte Schlägl, Reichersberg, Melk und das Schottenkloster in Wien sowie in Bayern und Neutra.